# Gran Premio de Malasia de Motociclismo de 2023
El Gran Premio de Malasia de Motociclismo de 2023 (oficialmente PETRONAS Grand Prix of Malaysia) fue la decimoctava prueba del Campeonato del Mundo de Motociclismo de 2023. Tuvo lugar en el fin de semana del 10 al 12 de noviembre de 2023 en el Circuito Internacional de Sepang, situado en la localidad de Sepang, Selangor, Malasia.

La carrera al sprint de MotoGP fue ganada por Álex Márquez, seguido de  Jorge Martín y Francesco Bagnaia.
La carrera de MotoGP fue ganada por Enea Bastianini, seguido de Álex Márquez y Francesco Bagnaia. Fermín Aldeguer fue el ganador de la prueba de Moto2, por delante de Pedro Acosta y Marcos Ramírez. La carrera de Moto3 fue ganada por Collin Veijer, Ayumu Sasaki fue segundo y Jaume Masià tercero.

## Resultados

### Resultados MotoGP

#### Carrera al sprint
| Pos.    | N.º | Piloto                | Equipo                       | Constructor | Vueltas | Tiempo    | Parrilla | Puntos |
| ------- | --- | --------------------- | ---------------------------- | ----------- | ------- | --------- | -------- | ------ |
| 1       | 73  | Álex Márquez          | Gresini Racing MotoGP        | Ducati      | 10      | 19:58.713 | 4        | 12     |
| 2       | 89  | Jorge Martín          | Prima Pramac Racing          | Ducati      | 10      | +1.589    | 2        | 9      |
| 3       | 1   | Francesco Bagnaia     | Ducati Lenovo Team           | Ducati      | 10      | +3.034    | 1        | 7      |
| 4       | 23  | Enea Bastianini       | Ducati Lenovo Team           | Ducati      | 10      | +3.242    | 3        | 6      |
| 5       | 33  | Brad Binder           | Red Bull KTM Factory Racing  | KTM         | 10      | +3.310    | 7        | 5      |
| 6       | 43  | Jack Miller           | Red Bull KTM Factory Racing  | KTM         | 10      | +4.318    | 10       | 4      |
| 7       | 72  | Marco Bezzecchi       | Mooney VR46 Racing Team      | Ducati      | 10      | +5.307    | 6        | 3      |
| 8       | 5   | Johann Zarco          | Prima Pramac Racing          | Ducati      | 10      | +5.501    | 12       | 2      |
| 9       | 10  | Luca Marini           | Mooney VR46 Racing Team      | Ducati      | 10      | +6.420    | 5        | 1      |
| 10      | 12  | Maverick Viñales      | Aprilia Racing               | Aprilia     | 10      | +7.241    | 9        |        |
| 11      | 21  | Franco Morbidelli     | Monster Energy Yamaha MotoGP | Yamaha      | 10      | +8.775    | 15       |        |
| 12      | 41  | Aleix Espargaró       | Aprilia Racing               | Aprilia     | 10      | +9.995    | 13       |        |
| 13      | 49  | Fabio Di Giannantonio | Gresini Racing MotoGP        | Ducati      | 10      | +10.067   | 11       |        |
| 14      | 37  | Augusto Fernández     | GasGas Factory Racing Tech3  | KTM         | 10      | +10.643   | 14       |        |
| 15      | 44  | Pol Espargaró         | GasGas Factory Racing Tech3  | KTM         | 10      | +11.005   | 17       |        |
| 16      | 20  | Fabio Quartararo      | Monster Energy Yamaha MotoGP | Yamaha      | 10      | +11.911   | 8        |        |
| 17      | 25  | Raúl Fernández        | CryptoData RNF MotoGP Team   | Aprilia     | 10      | +13.591   | 18       |        |
| 18      | 88  | Miguel Oliveira       | CryptoData RNF MotoGP Team   | Aprilia     | 10      | +15.058   | 19       |        |
| 19      | 30  | Takaaki Nakagami      | LCR Honda Idemitsu           | Honda       | 10      | +16.015   | 21       |        |
| 20      | 27  | Iker Lecuona          | LCR Honda Castrol            | Honda       | 10      | +23.484   | 23       |        |
| 21      | 93  | Marc Márquez          | Repsol Honda Team            | Honda       | 10      | +24.930   | 20       |        |
| 22      | 19  | Álvaro Bautista       | Aruba.it Racing              | Ducati      | 10      | +36.501   | 22       |        |
| 23      | 36  | Joan Mir              | Repsol Honda Team            | Honda       | 10      | +40.594   | 16       |        |
| Fuente: |     |                       |                              |             |         |           |          |        |

#### Carrera larga
| Pos.    | N.º | Piloto                | Equipo                       | Constructor | Vueltas | Tiempo        | Parrilla | Puntos |
| ------- | --- | --------------------- | ---------------------------- | ----------- | ------- | ------------- | -------- | ------ |
| 1       | 23  | Enea Bastianini       | Ducati Lenovo Team           | Ducati      | 20      | 39:59.137     | 3        | 25     |
| 2       | 73  | Álex Márquez          | Gresini Racing MotoGP        | Ducati      | 20      | +1.535        | 4        | 20     |
| 3       | 1   | Francesco Bagnaia     | Ducati Lenovo Team           | Ducati      | 20      | +3.562        | 1        | 16     |
| 4       | 89  | Jorge Martín          | Prima Pramac Racing          | Ducati      | 20      | +10.526       | 2        | 13     |
| 5       | 20  | Fabio Quartararo      | Monster Energy Yamaha MotoGP | Yamaha      | 20      | +15.000       | 8        | 11     |
| 6       | 72  | Marco Bezzecchi       | Mooney VR46 Racing Team      | Ducati      | 20      | +16.946       | 6        | 10     |
| 7       | 21  | Franco Morbidelli     | Monster Energy Yamaha MotoGP | Yamaha      | 20      | +18.553       | 15       | 9      |
| 8       | 43  | Jack Miller           | Red Bull KTM Factory Racing  | KTM         | 20      | +19.204       | 10       | 8      |
| 9       | 49  | Fabio Di Giannantonio | Gresini Racing MotoGP        | Ducati      | 20      | +19.399       | 11       | 7      |
| 10      | 10  | Luca Marini           | Mooney VR46 Racing Team      | Ducati      | 20      | +19.740       | 5        | 6      |
| 11      | 12  | Maverick Viñales      | Aprilia Racing               | Aprilia     | 20      | +21.189       | 9        | 5      |
| 12      | 5   | Johann Zarco          | Prima Pramac Racing          | Ducati      | 20      | +23.598       | 12       | 4      |
| 13      | 93  | Marc Márquez          | Repsol Honda Team            | Honda       | 20      | +27.079       | 20       | 3      |
| 14      | 37  | Augusto Fernández     | GasGas Factory Racing Tech3  | KTM         | 20      | +28.940       | 14       | 2      |
| 15      | 44  | Pol Espargaró         | GasGas Factory Racing Tech3  | KTM         | 20      | +29.849       | 17       | 1      |
| 16      | 27  | Iker Lecuona          | LCR Honda Castrol            | Honda       | 20      | +50.960       | 23       |        |
| 17      | 19  | Álvaro Bautista       | Aruba.it Racing              | Ducati      | 20      | +53.564       | 22       |        |
| 18      | 30  | Takaaki Nakagami      | LCR Honda Idemitsu           | Honda       | 20      | +1:42.162     | 21       |        |
| Ret     | 33  | Brad Binder           | Red Bull KTM Factory Racing  | KTM         | 11      | Caída         | 7        |        |
| Ret     | 41  | Aleix Espargaró       | Aprilia Racing               | Aprilia     | 8       | Caída         | 13       |        |
| Ret     | 25  | Raúl Fernández        | CryptoData RNF MotoGP Team   | Aprilia     | 6       | Fallo técnico | 18       |        |
| Ret     | 88  | Miguel Oliveira       | CryptoData RNF MotoGP Team   | Aprilia     | 5       | Caída         | 19       |        |
| Ret     | 36  | Joan Mir              | Repsol Honda Team            | Honda       | 4       | Caída         | 16       |        |
| Fuente: |     |                       |                              |             |         |               |          |        |

### Resultados Moto2
| Pos.    | N.º | Piloto                  | Constructor | Vueltas | Tiempo       | Parrilla | Puntos |
| ------- | --- | ----------------------- | ----------- | ------- | ------------ | -------- | ------ |
| 1       | 54  | Fermín Aldeguer         | Boscoscuro  | 17      | 36:04.378    | 1        | 25     |
| 2       | 37  | Pedro Acosta            | Kalex       | 17      | +7.128       | 6        | 20     |
| 3       | 24  | Marcos Ramírez          | Kalex       | 17      | +9.558       | 5        | 16     |
| 4       | 79  | Ai Ogura                | Kalex       | 17      | +9.992       | 13       | 13     |
| 5       | 96  | Jake Dixon              | Kalex       | 17      | +11.652      | 8        | 11     |
| 6       | 35  | Somkiat Chantra         | Kalex       | 17      | +13.675      | 9        | 10     |
| 7       | 22  | Sam Lowes               | Kalex       | 17      | +15.200      | 11       | 9      |
| 8       | 16  | Joe Roberts             | Kalex       | 17      | +18.482      | 10       | 8      |
| 9       | 75  | Albert Arenas           | Kalex       | 17      | +20.004      | 16       | 7      |
| 10      | 14  | Tony Arbolino           | Kalex       | 17      | +20.990      | 7        | 6      |
| 11      | 7   | Barry Baltus            | Kalex       | 17      | +21.570      | 14       | 5      |
| 12      | 52  | Jeremy Alcoba           | Kalex       | 17      | +23.489      | 21       | 4      |
| 13      | 17  | Álex Escrig             | Forward     | 17      | +25.791      | 23       | 3      |
| 14      | 12  | Filip Salač             | Kalex       | 17      | +29.853      | 18       | 2      |
| 15      | 71  | Dennis Foggia           | Kalex       | 17      | +29.923      | 19       | 1      |
| 16      | 23  | Taiga Hada              | Kalex       | 17      | +32.681      | 17       |        |
| 17      | 64  | Bo Bendsneyder          | Kalex       | 17      | +33.361      | 22       |        |
| 18      | 84  | Zonta van den Goorbergh | Kalex       | 17      | +38.800      | 20       |        |
| 19      | 67  | Sean Dylan Kelly        | Forward     | 17      | +41.799      | 27       |        |
| 20      | 33  | Rory Skinner            | Kalex       | 17      | +44.758      | 26       |        |
| 21      | 9   | Mattia Casadei          | Kalex       | 17      | +53.217      | 30       |        |
| 22      | 21  | Alonso López            | Boscoscuro  | 17      | +58.554      | 15       |        |
| 23      | 32  | Helmi Azman             | Kalex       | 17      | +1:09.940    | 31       |        |
| 24      | 3   | Lukas Tulovic           | Kalex       | 17      | +1:20.633    | 24       |        |
| 25      | 11  | Sergio García           | Kalex       | 16      | +1 vuelta    | 12       |        |
| Ret     | 20  | Azroy Anuar             | Kalex       | 8       | Caída        | 29       |        |
| Ret     | 13  | Celestino Vietti        | Kalex       | 8       | Caída        | 2        |        |
| Ret     | 40  | Arón Canet              | Kalex       | 5       | Caída        | 4        |        |
| Ret     | 18  | Manuel González         | Kalex       | 5       | Caída        | 3        |        |
| Ret     | 5   | Kohta Nozane            | Kalex       | 4       | Caída        | 28       |        |
| Ret     | 28  | Izan Guevara            | Kalex       | 2       | Caída        | 25       |        |
| DNS     | 15  | Darryn Binder           | Kalex       |         | No participó | 32       |        |
| Fuente: |     |                         |             |         |              |          |        |

- Darryn Binder withdrew from the race after being declared unfit due to right ankle and left hand trauma sustained from a crash in Practice 3.

### Resultados Moto3
| Pos.    | N.º | Piloto             | Constructor | Vueltas | Tiempo    | Parrilla | Puntos |
| ------- | --- | ------------------ | ----------- | ------- | --------- | -------- | ------ |
| 1       | 95  | Collin Veijer      | Husqvarna   | 15      | 33:30.072 | 2        | 25     |
| 2       | 71  | Ayumu Sasaki       | Husqvarna   | 15      | +0.066    | 5        | 20     |
| 3       | 5   | Jaume Masià        | Honda       | 15      | +0.328    | 1        | 16     |
| 4       | 48  | Iván Ortolá        | KTM         | 15      | +6.830    | 4        | 13     |
| 5       | 44  | David Muñoz        | KTM         | 15      | +6.878    | 8        | 11     |
| 6       | 31  | Adrián Fernández   | Honda       | 15      | +7.191    | 18       | 10     |
| 7       | 43  | Xavier Artigas     | CFMoto      | 15      | +7.354    | 13       | 9      |
| 8       | 66  | Joel Kelso         | CFMoto      | 15      | +7.400    | 7        | 8      |
| 9       | 7   | Filippo Farioli    | KTM         | 15      | +11.175   | 16       | 7      |
| 10      | 6   | Ryusei Yamanaka    | Gas Gas     | 15      | +11.287   | 12       | 6      |
| 11      | 18  | Matteo Bertelle    | Honda       | 15      | +11.441   | 3        | 5      |
| 12      | 53  | Deniz Öncü         | KTM         | 15      | +14.095   | 9        | 4      |
| 13      | 21  | Vicente Pérez      | KTM         | 15      | +14.490   | 17       | 3      |
| 14      | 19  | Scott Ogden        | Honda       | 15      | +15.600   | 22       | 2      |
| 15      | 70  | Joshua Whatley     | Honda       | 15      | +17.148   | 27       | 1      |
| 16      | 82  | Stefano Nepa       | KTM         | 15      | +17.195   | 26       |        |
| 17      | 20  | Lorenzo Fellon     | KTM         | 15      | +17.251   | 24       |        |
| 18      | 38  | David Salvador     | KTM         | 15      | +35.410   | 23       |        |
| 19      | 64  | Mario Aji          | Honda       | 15      | +35.517   | 19       |        |
| 20      | 63  | Syarifuddin Azman  | KTM         | 15      | +55.108   | 28       |        |
| Ret     | 99  | José Antonio Rueda | KTM         | 12      | Caída     | 6        |        |
| Ret     | 27  | Kaito Toba         | Honda       | 11      | Caída     | 25       |        |
| Ret     | 80  | David Alonso       | Gas Gas     | 5       | Colisión  | 21       |        |
| Ret     | 10  | Diogo Moreira      | KTM         | 4       | Colisión  | 10       |        |
| Ret     | 54  | Riccardo Rossi     | Honda       | 4       | Colisión  | 14       |        |
| Ret     | 96  | Daniel Holgado     | KTM         | 4       | Colisión  | 15       |        |
| Ret     | 72  | Taiyo Furusato     | Honda       | 4       | Caída     | 20       |        |
| Ret     | 55  | Romano Fenati      | Honda       | 3       | Caída     | 11       |        |
| Fuente: |     |                    |             |         |           |          |        |